# Cheryl Studer
Cheryl Studer (født 24. oktober 1955) er en amerikansk operasangerinde (sopran). Hun sang sin første store rolle som Violetta i La Traviata på Staatstheater Braunschweig i 1983. Hun fik sit internationale gennembrud i 1985 ved Bayreuth Festspillene i rollen som Elisabeth i Tannhäuser dirigeret af Giuseppe Sinopoli. 
Hun har haft store roller i mange af de mest prestigefyldte operahuse i verden, bl.a. i Opéra de Paris (debut 1986 som Pamina i Tryllefløjten), San Francisco Opera (debut 1986 som Eva i Mestersangerne i Nürnberg), Royal Opera House, Covent Garden (debut 1987 som Elisabeth i Tannhäuser), La Scala (1987 i Don Giovanni), New York Metropolitan Opera (debut 1988 i Carmen) og Wiener Staatsoper (debut 1989 i Elektra). 